# Fridolin Stier
Fridolin Stier (Karsee, 20. siječnja 1902. - Tübingen, 2 ožujka 1981.) bio je njemački katolički teolog. Široj publici postao je poznat po prijevodu Novoga zavjeta na njemački koji je objavljen nakon njegove smrti, a koji se strogo pridržava izvornog grčkog teksta i ne pokušava izgladiti stilske osobitosti. To je dovelo do vrlo neobičnih rezultata u smislu sintakse i izbora riječi.

## Život
Fridolin Stier je odrastao kao prvorođenac od osmero braće i sestara na seoskom imanju svojih roditelja (Oberhof, Karsee/Allgäu) te je, nakon završetka srednje škole u Rottweilu, studirao katoličku teologiju i orijentalne jezike, od sanskrta do etiopskog, u Tübingenu od 1922. do 1926. Za svećenika je zaređen 1927., doktorirao je 1932. nakon specijalizacije u Rimu.
Već je 1933. bio zamjenik voditelja katedre za Stari zavjet na Sveučilištu u Tübingenu, a 1937. je habilitirao kao teolog. U veljači 1937. je, kao i drugi nakon habilitacije, morao otići u predavački kamp u blizini Rudolstadta, gdje se sprijateljio s Carlom Friedrichom von Weizsäckerom. Tijekom Drugog svjetskog rata Stier je počeo studirati medicinu te je bio profesor Starog zavjeta od 1946. do 1954. godine. Iz biografskih razloga - kao katolički svećenik u celibatu koji je Mechtildu Stier (1946.-1971.) priznao svojom kćeri - opozvano mu je dopuštenje da poučava u Crkvi. Stier je nastavio raditi kao počasni profesor na Filozofskom fakultetu.
Osim prijevoda Evanđelja po Marku (München, 1965.), Stier je objavio 50-ak opsežnih djela o Starom i Novom zavjetu i srodnim disciplinama, starim jezicima i njemačkim pjesnicima, uključujući i Oče naš za djecu. Njegova razmišljanja i iskustva iz 1960-ih i 1970-ih zabilježena su u obliku dnevnika. Prvi tom Vielleicht ist irgendwo Tag pojavio se 1981., nakon njegove smrti. Bilješke daju uvid u Stierov teološki i filozofski način razmišljanja, ali i njegovu osobnu borbu s Bogom i suočavanje s iznenadnom smrću njegove kćeri. Godine 1996. papa Ivan Pavao II. je, tijekom opće audijencije, primio knjigu Vielleicht ist irgendwo Tag. Zahvalio je na daru "kao izrazu iskrenog poštovanja" i napisao u pismu da će mu uspomena na Fridolina Stiera biti ugodna obveza.
Njegov prevoditeljski rad karakterizira veliko poštovanje prema riječi i duhu "jezika koji se prevodi i jezika na koji se prevodi". "U ime riječi, vjernost nalaže biti precizan s riječima”. U njegovim se dnevnicima iznova pojavljuje problem kako jezik može razumjeti svoj predmet – osobito kada pokušava govoriti o samom sebi.
Osnovni motiv njegova razmišljanja su pitanja zla (usp. Teodiceja) kao i suglasnost sa svemoći, svedobrom i sveznanjem Božjim.

## Radovi (izbor)
- Gott und sein Engel im Alten Testament, 1934
- Messias, Menschensohn und Gottesreich in den Bilderreden des Äthiopischen Henoch. Ein religionsgeschichtlicher Versuch zur Nachgeschichte der alttestamentlichen Heilserwartung und zur Vorgeschichte der neutestamentlichen Eschatologie (Habilitationsschrift, unveröffentlicht)
- Kleine Bibelkunde mit Merkreimen (I. Altes Testament), 1952
- Das Buch Ijob hebräisch und deutsch. Übertragen, ausgelegt und mit Text- und Sacherläuterungen versehen, 1954
- Claude Tresmontant, Biblisches Denken und hellenische Überlieferung, aus dem Französischen übertragen von F.S., 1955
- Geschichte Gottes mit dem Menschen, 1959
- Übersetzungen in: Prophetengebetbuch, herausgegeben von Sibylla Zenker, 1965
- Die gesprochene Schrift. Psalmen. Neu übersetzt von F.S., Schallplatte 1965
- HAP Grieshaber, Kreuzweg (über Geschichte und Sinn des Kreuzwegs, von F.S.), 1967
- Vorwort zu: Priesteramt in der Krise, 1969
- Die Geschichte einer Tagung. Das Gottesbild des Alten Testaments, in: Bibel und Kirche 4 (1973) 110-114
- Vorwort zu: Heinrich Heine, Die Wallfahrt nach Kevelaer, 1975
- Mitarbeit an der Einheitsübersetzung des Alten Testaments, 1980
- Vielleicht ist irgendwo Tag, Aufzeichnungen. F.H. Kerle Verlag Freiburg 1981, ISBN 3-600-30059-8.
- An der Wurzel der Berge. Aufzeichnungen II. Aus dem Nachlaß herausgegeben von Karl Heinz Seidl, 1984. Verlag Herder Freiburg i.Br., ISBN 3-451-20222-0.
- Das Neue Testament. Übersetzt von Fridolin Stier. Aus dem Nachlaß herausgegeben von Eleonore Beck, Gabriele Miller und Eugen Sitarz. Kösel-Verlag, München 1989, ISBN 3-466-20315-5 und Patmos-Verlag, Düsseldorf 1989, ISBN 3-491-77779-8.
- Für helle und dunkle Tage. Texte aus dem Alten Testament; übersetzt von Fridolin Stier, geordnet und herausgegeben von Eleonore Beck und Gabriele Miller, 1994.
- Mit Psalmen beten/ Psalmenübersetzung von Fridolin Stier. Aus dem Nachlass herausgegeben von. Eleonore Beck. Stuttgart Verl. Kath. Bibelwerk, 2001, ISBN 3-460-32050-8.